# Il primo amore (rivista)
Il primo amore è una rivista e un sito web italiano dedicato alla critica letteraria. Dal 2007 esce anche su carta col titolo "Il primo amore – Giornale di sconfinamento".

## Storia
Nel giugno 2005 alcuni dei fondatori e nuovi di membri di "Nazione Indiana" lasciano la redazione del sito, dove, a loro parere, è "diventato difficile intraprendere iniziative radicali". Nel gennaio 2006 il gruppo, composto, tra gli altri, da Carla Benedetti, Antonio Moresco, Tiziano Scarpa e Dario Voltolini, dà vita al nuovo progetto, pubblicando online il primo numero tematico della rivista intitolato Rigenerazione. A partire dal n. 2 della rivista (ottobre 2007) si aggiunge al comitato di direzione Andrea Tarabbia. La rivista si è segnalata fin dai primi numeri per la radicalità dei temi e il tono polemico, attirandosi le attenzioni della stampa, anche non specializzata 
Oltre ai componenti del comitato di direzione, hanno pubblicato sulla rivista, nella versione online o in quella cartacea, tra gli altri, Louis Pauwels, Serge Latouche, Luigi Zoja, Elio Veltri, Tomaso Kemeny, Piersandro Pallavicini, Valerio Evangelisti, Giulio Mozzi.